# 2002年紅毛港抗爭事件
2002年紅毛港抗爭事件，一般也稱「炸船封港」事件等，是台灣高雄紅毛港居民在所發動的一系列抗爭活動，發生的主要因素在於當時已延宕多年的「遷村」問題，以及台電大林發電廠長期的煤灰污染。

## 過程
2002年1月14日，有200多名紅毛港人聚集抗議，揚言要「炸船封港」；其中，「紅毛港居民權益促進會」主委張吉雄等人，企圖將一艘餐船拖到高雄港主航道，引起警方攔阻，並造成肢體衝突，並有兩人被逮捕。15日時，居民前往台電的燃煤儲運廠與卸煤廠抗議，並推倒大門衝入廠區，企圖拉走一名台電員工，但最後因找錯人且保警阻止而未成功。同時，抗議者派人潛水，企圖破壞運煤船「天山輪」。之後，警方逮捕了抗爭活動主導者張吉雄，並帶往地檢署偵訊；同時也有部分居民前往抗議。最後，檢方將張吉雄與先前逮捕的兩人交保。
3月1日時，800多名紅毛港人再前往高雄市政府抗議，要求市府提出遷村時程表，並要求續發遷村津貼。3月14日，經建會與市政府決議支付遷出居民等同於4年津貼的補助費用，每戶約32萬1千元。